# Андеррайтинг (цінні папери)
Андерайтинг на ринку цінних паперів — укладення торговцем цінними паперами договорів щодо відчуження цінних паперів та/або здійснення дій чи надання послуг, пов'язаних з таким відчуженням, у процесі емісії цих цінних паперів за дорученням, від імені та за рахунок емітента на підставі відповідного договору з емітентом [договору андеррайтингу].
Андерайтер гарантує емітенту виручку від продажу цінних паперів і фактично купує цінні папери. Це, як правило, інвестиційний банк, що купує новий випуск цінних паперів у емітента і потім перепродає його інвесторам.